# Louise Robinson
Pour les articles homonymes, voir Robinson.
Louise Robinson, née le 1er décembre 1965 à Mirfield, est une coureuse cycliste anglaise spécialiste de cyclo-cross et de VTT. Elle a notamment été vice-championne du monde de cyclo-cross en 2000.

## Palmarès en cyclo-cross
- 1994-1995
  - 2e du championnat de Grande-Bretagne de cyclo-cross
- 1996-1997
  - 3e du championnat de Grande-Bretagne de cyclo-cross
- 1997-1998
  - 2e du championnat de Grande-Bretagne de cyclo-cross
- 1998-1999
  - 2e du championnat de Grande-Bretagne de cyclo-cross
  - 3e de l'Azencross
- 1999-2000
  -  Championne de Grande-Bretagne de cyclo-cross
  -  Médaillée d'argent du championnat du monde de cyclo-cross
- 2000-2001
  - 2e du championnat de Grande-Bretagne de cyclo-cross
  - 2e de l'Azencross
  - 3e de l'Internationale Sluitingsprijs
  - 6e du championnat du monde de cyclo-cross
- 2003-2004
  -  Championne de Grande-Bretagne de cyclo-cross
  - 6e du championnat du monde de cyclo-cross
- 2004-2005
  -  Championne de Grande-Bretagne de cyclo-cross
- 2005-2006
  - 2e du championnat de Grande-Bretagne de cyclo-cross
- 2012-2013
  - 8e du championnat d'Europe de cyclo-cross

## Palmarès en VTT
- 1999
  - 2e du championnat de Grande-Bretagne de VTT
- 2000
  - 3e du championnat de Grande-Bretagne de VTT